# Magnuszewice
Magnuszewice (prononciation : [maɡnuʂɛˈvit͡sɛ]) est un village polonais de la gmina de Kotlin dans le powiat de Jarocin de la voïvodie de Grande-Pologne dans le centre-ouest de la Pologne.
Il se situe à environ 5 kilomètres au nord-ouest de Kotlin (siège de la gmina), à 8 kilomètres au sud-est de Jarocin (siège du powiat) et à 70 kilomètres au sud-est de Poznań (capitale régionale).
Le village possède une population de 770 habitants en 2006.

## Histoire
De 1975 à 1998, le village fait partie du territoire de la voïvodie de Kalisz.
Depuis 1999, Magnuszewice est situé dans la voïvodie de Grande-Pologne.